# Зальцбурзький собор
Собор святих Руперта і Вергілія (нім. Salzburger Dom) — кафедральний римо-католицький собор, що знаходиться в австрійському місті Зальцбург. Побудований у XVII столітті в стилі бароко. Заснований святим Рупертом у 774 році на залишках римського міста, собор був перебудований у 1181-му після пожежі. У сімнадцятому столітті собор був повністю перебудований в стилі бароко під керівництвом принца-біскупа Вольфа Дітріха Райтенау, коли і набув свого нинішнього вигляду. У зальцбурзькому соборі зберігається купіль, в якій був охрещений видатний композитор Вольфганг Амадей Моцарт.

## Історія
На міцсі, де знаходиться собор, вже у 774 році була християнська церква. У 1191-1200 роках церква була перебудована в пізньороманському стилі.
Романська церква згоріла у 1598 році, і на її місці принц-біскуп Вольф Дитріх фон Райтенау заклав будівництво грандіозного собору, підтвердуючи відданість Зальцбурга католицькій церкві в епоху Реформації.
Тим не менш, смерть у 1617 році завадила Дітріху завершити цей проєкт. Нинішній собор замовив архієпископ Маркус Сіттікус фон Гохенемс та спроєктував будівлю італійський архітектор Сантіно Соларі. 1628 року архієпископ Паризький граф Лондрон освятив собор.
Собор постраждав під час бомбардувань в роки Другої світової війни. Остання його реконструкція була завершена у 1959 році.

## Опис

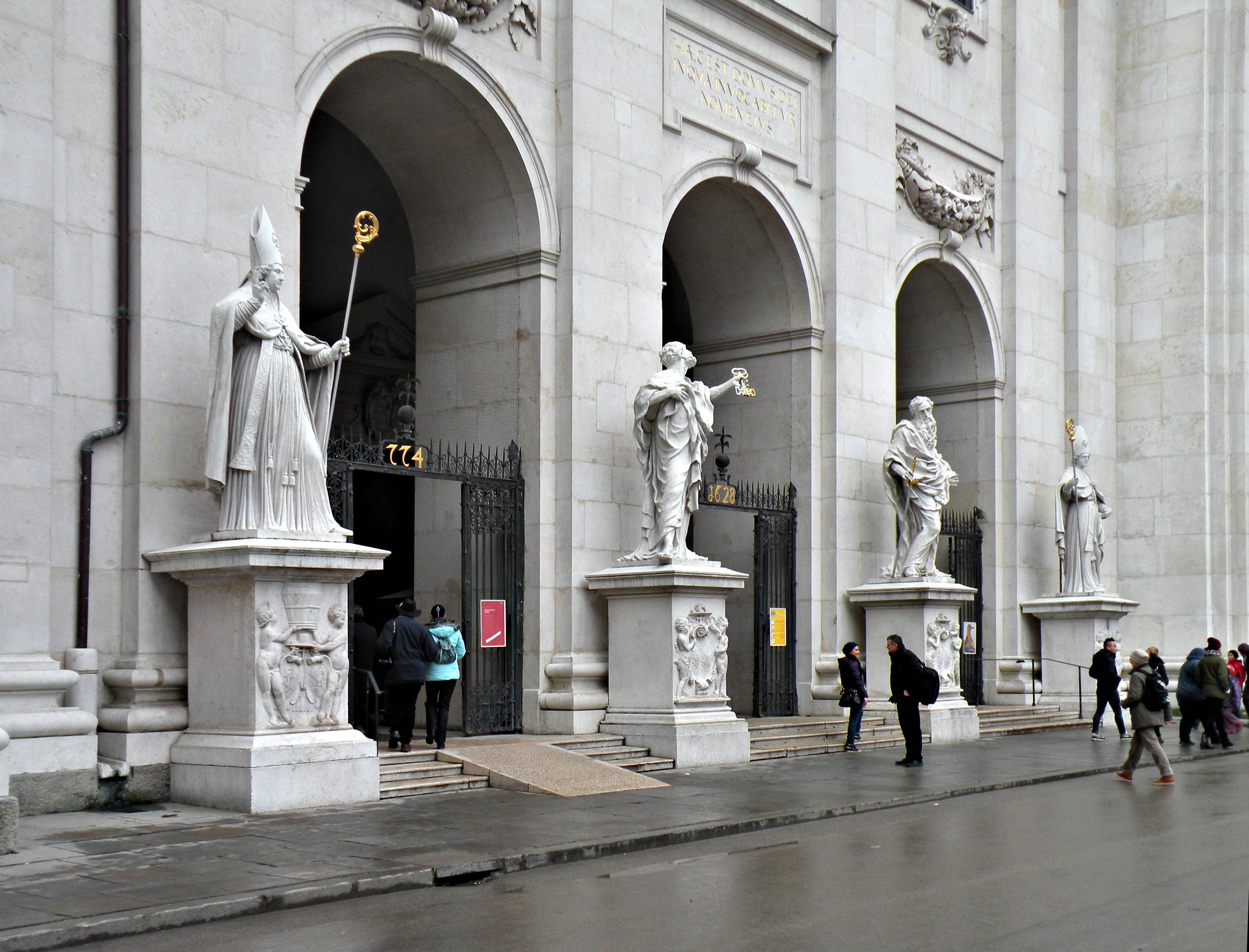
Головний фасад собору

Зальцбурзький собор побудований з темно-сірого конгломерату з Мюнхсберга. З обох боків головного фасаду розташовані вежі-близнюки, висотою по 79 м, побудовані у 1652-57 роках. Собор став першою культовою спорудою, побудованою виключно у італійському стилі, розташованій північніше Альп. Перед західним фасадом знаходяться чотири статуї, вирізьблені зі світлого мармуру, і присвячені святим Руперту і Вергілію, покровителям Зальцбургу (виконані бл. 1660 року), а також Петру і Павлу (1697-98).
Вхід у собор закривають троє масивних бронзових дверей, які символізують Віру (ліві двері), Любов (середні) та Надію (праві), роботи Тоні Шнайдер-Манзеля, Джакомо Манцу і Евальда Матаре (1957-58).
Собор може вмістити понад 10 000 парафіян.
Великий орган, що складається із 4 000 труб, датується 1703 роком.

## Зовнішні посилання
- Офіційний сайт [Архівовано 3 листопада 2015 у Wayback Machine.] собору (нім.)
- Зальцбурзький собор на Tourismus Salzburg (англ.)
- Зальцбурзький собор [Архівовано 6 серпня 2020 у Wayback Machine.] на Sacred Destinations [Архівовано 26 листопада 2012 у Wayback Machine.] (англ.)